# Comprehensive Physiology
Comprehensive Physiology è una rivista scientifica sottoposta a revisione paritaria, pubblicata ogni due mesi dalla John Wiley & Sons per conto dell'American Physiological Society.
La rivista è stata rilanciata nel 2025 per includere articoli di ricerca, revisioni ed editoriali. Comprehensive Physiology pubblica articoli nel campo interdisciplinare della comunicazione interorganica sia in stato di salute che di malattia.
Gli argomenti trattati includono la comunicazione cellulare interorganica, le vie di segnalazione, il crosstalk organico, la biologia dei sistemi, la patologia e la patogenesi interorganica e il ruolo degli ormoni e dei neurotrasmettitori. La rivista fornisce informazioni essenziali per lo sviluppo di interventi e trattamenti.
In precedenza, la rivista consisteva in articoli di revisione su invito, pubblicati in numeri trimestrali, e includeva oltre 30.000 pagine della serie di libri Handbook of Physiology dell'APS, scansionate e presentate online per la prima volta.
La rivista è indicizzata da PubMed e Web of Knowledge.